# 迪索托 (堪薩斯州)
迪索托（英語：De Soto）是一個位於美國堪薩斯州約翰遜縣和萊文沃思縣的城市。

## 地方資料
根據2020年美國人口普查的數據，迪索托的面積為29.22平方千米，當中陸地面積為28.89平方千米，而水域面積為0.33平方千米。當地共有人口6118人，而人口密度為每平方千米209.38人。